# ゴー・フラッシャー
ゴー・フラッシャー（Go Flasher）は、プロレス技の一種である。

## 概要
潮崎豪のオリジナル技。潮崎が師匠である小橋建太の得意技のオレンジ・クラッシュにアレンジを加えて開発したものであり、練習中に思いついたのだという。
技名は後述のアニメーション作品『戦国魔神ゴーショーグン』のゴーショーグンの技である「ゴー・フラッシャー」と自身の名前の語呂合わせからであり、先輩の鈴木鼓太郎による命名が由来。
初公開は2007年2月15日、プロレスリング・ノアの後楽園ホール大会で行われた対橋誠&青木篤志組戦（パートナーは谷口周平）。

## かけ方
相手をブレーンバスターの体勢で垂直になるまで持ち上げて両膝を屈伸させた反動を使って軽く宙に浮き上がらせた相手の体から腕を離して仰向けの状態で落下する相手の喉元を左腕で打ち下ろしのラリアットを打ち込み、自身は尻餅をつく形で倒れ込み、落下させた相手の後頭部や背中を叩きつける。

## 派生技
リバース・ゴー・フラッシャー
潮崎豪のオリジナル技。ブレーンバスター体勢で垂直になるまで持ち上げてから相手をうつ伏せ状態の形で前方に放りながら相手の後頭部に目掛て自らの右腕ラリアットで叩きつけて、自身は尻餅をつく形で倒れ込み、落下させた相手を顔面からマットに叩きつける技。初披露は2011年7月のGHCヘビー級選手権試合で、相手は杉浦であった。
変形ゴー・フラッシャー
潮崎豪のオリジナル技。アルゼンチン・バックブリーカーの体勢で相手を担ぎ上げ、そこから前方へ投げ落とすと同時に左腕を相手の首元に巻きつけ、体重を掛けてマットに叩きつける変型のゴー・フラッシャー。
リミット・ブレイク
潮崎豪のオリジナル技。相手の右脇に背中の方から頭を潜り込ませて左手で掴んだ相手の左腕を相手の正面に持っていって、腿の裏の方から相手の股の間に右手を差し込んで相手の左腕を右手で掴み直して自由になった左腕をリバースDDTの形で相手の顎の下に巻きつけて相手の体を上下逆さまにするように持ち上げて背中から倒れ込み、落下させた相手の後頭部や背中を叩きつける。

## 戦国魔神ゴーショーグン

### 概要
ゴー・フラッシャーはアニメーション作品『戦国魔神ゴーショーグン』に登場する主役ロボット「ゴーショーグン」が得意技とする光線技である。
ゴーショーグンの背面に装備された5つの噴射口から、それぞれ計5つの細長い矢のような黄色い光線が放射状に発射され、相手に向かって飛んでいき、相手を爆破する。ビムラーと呼ばれるエネルギーを光源としており、これはエネルギーであるが、これ自体が意思を持っている。そのため、発射後には相手を追尾していく。
派生技としてゴー・フラッシャー・スペシャルがある。

### おもちゃ
ゴーショーグンのおもちゃ（人形）やプラモデルでは背中から半透明の黄色いプラスチックの板が飛び出すという形で再現されたが後光と揶揄された。